# Prezydenci Południowej Afryki
| Osoba                                                | Osoba   | Osoba                                         | Kadencja                                          | Kadencja             | Partia polityczna |
| #                                                    | Portret | Imię i nazwisko                               | Od                                                | Do                   | Partia polityczna |
| ---------------------------------------------------- | ------- | --------------------------------------------- | ------------------------------------------------- | -------------------- | ----------------- |
| 1                                                    |         | Charles Robberts Swart (1894–1982)            | 31 maja 1961                                      | 31 maja 1967         | Partia Narodowa   |
| —                                                    |         | Theophilus Ebenhaezer Dönges (1898–1968)      | nie objął urzędu                                  | nie objął urzędu     | Partia Narodowa   |
| —                                                    |         | Jozua François Naudé (1889–1969) (tymczasowo) | 1 czerwca 1967                                    | 10 kwietnia 1968     | Partia Narodowa   |
| 2                                                    |         | Jacobus Johannes Fouché (1898–1980)           | 10 kwietnia 1968                                  | 9 kwietnia 1975      | Partia Narodowa   |
| —                                                    |         | Johannes de Klerk (1903–1979) (tymczasowo)    | 9 kwietnia 1975                                   | 19 kwietnia 1975     | Partia Narodowa   |
| 3                                                    |         | Nicolaas Johannes Diederichs (1903–1978)      | 19 kwietnia 1975                                  | 21 sierpnia 1978     | Partia Narodowa   |
| —                                                    |         | Marais Viljoen (1915–2007) (tymczasowo)       | 21 sierpnia 1978                                  | 10 października 1978 | Partia Narodowa   |
| 4                                                    |         | Balthazar Johannes Vorster (1915–1983)        | 10 października 1978                              | 4 czerwca 1979       | Partia Narodowa   |
| 5                                                    |         | Marais Viljoen (1915–2007)                    | 19 czerwca 1979 (tymczasowo od 4 czerwca 1979)    | 3 września 1984      | Partia Narodowa   |
| 6                                                    |         | Pieter Willem Botha (1916–2006)               | 14 września 1984 (tymczasowo od 3 września 1984)  | 15 sierpnia 1989     | Partia Narodowa   |
| 7                                                    |         | Frederik Willem de Klerk (1936–2021)          | 20 września 1989 (tymczasowo od 15 sierpnia 1989) | 10 maja 1994         | Partia Narodowa   |
| Prezydenci Południowej Afryki po zmianie konstytucji |         |                                               |                                                   |                      |                   |
| 1                                                    |         | Nelson Mandela (1918–2013)                    | 10 maja 1994                                      | 14 czerwca 1999      | ANC               |
| 2                                                    |         | Thabo Mbeki (1942–)                           | 14 czerwca 1999                                   | 24 września 2008     | ANC               |
| 3                                                    |         | Kgalema Motlanthe (1949–)                     | 24 września 2008                                  | 9 maja 2009          | ANC               |
| 4                                                    |         | Jacob Zuma (1942–)                            | 9 maja 2009                                       | 14 lutego 2018       | ANC               |
| 5                                                    |         | Cyril Ramaphosa (1952–)                       | 14 lutego 2018                                    | obecnie              | ANC               |